# Dignitatis humanae

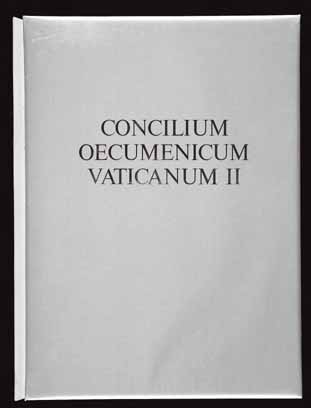

Dignitatis humanae (de la dignité humaine) est la déclaration du concile Vatican II sur la liberté religieuse. Elle fut votée à 2 208 voix contre 70 le 7 décembre 1965 sous la présidence du pape Paul VI. Elle est le fondement des relations entre l'Église catholique et les gouvernements séculiers, qu'ils soient pluralistes ou officiellement catholiques.

## Origines
La naissance de l'État laïque, comme en France après la révolution de 1848, a conduit l'Église à repenser ses relations avec les États séculiers.
Pie IX a condamné la liberté religieuse en 1864 et Léon XIII a renoué le dialogue avec les États français et allemand, à travers la lettre apostolique Testem benevolentiæ nostræ (1899), sans revenir pour autant sur la condamnation de la liberté religieuse.
Un modèle de relation entre l'Église et un État moderne a été le concordat signé avec l'Espagne, qui s'engageait à protéger l'Église et lui déléguait une partie de sa politique sociale. En contrepartie, l'Église acceptait des limitations légales au prosélytisme religieux.
Cette approche n'était cependant pas satisfaisante pour les catholiques américains. Le prêtre catholique John A. Ryan craignait que la doctrine de l'Église ne s'oppose alors à l'expérience de liberté religieuse vécue aux États-Unis.
Vers 1940, le théologien jésuite John Courtney Murray a développé une doctrine inspirée de la cohabitation des différentes communautés religieuses : l'État doit garantir également l'exercice de toutes les religions, et l'Église poursuit ses objectifs par une influence sur la société en général, sans exigences particulières envers le gouvernement.

## Adoption par le concile Vatican II

### Première session (1962)
Les discussions ont achoppé sur la conception de la liberté religieuse. Si la notion de tolérance religieuse était universellement acceptée, les traditionalistes craignaient qu'une reconnaissance d'un principe abstrait de liberté religieuse ne conduise au relativisme.

### Seconde session (1963)
John Courtney Murray a été choisi pour proposer une synthèse inspirée de son expérience américaine de liberté religieuse.
Si le chapitre 5 concernant l'œcuménisme a bien été rédigé, celui-ci n'a pas été soumis au vote.

### Troisième session (1964)
Comme voulu par Paul VI, un débat sur une déclaration séparée concernant la liberté religieuse s'est tenu du 23 au 25 septembre 1964. La déclaration a été approuvée par la commission théologique, pourtant plutôt conservatrice, le 9 novembre 1963. Néanmoins, un groupe de 200 délégués espagnols et italiens hostiles au texte ont obtenu le report de son acceptation.

### Quatrième session (1965)
Sous l'insistance de Paul VI, le texte a été soumis à un vote préliminaire, qui l'a approuvé par 1997 voix contre 224.
Le texte final a ensuite été largement adopté après quelques amendements.

## Suites
Dignitatis Humanae a aussi servi au magistère de Jean-Paul II, qui l'a fréquemment cité pour promouvoir les droits de l'homme et le dialogue inter-religieux.

## Continuité ou rupture avec le magistère antérieur
Le rejet de la liberté religieuse est exprimé en 1864 dans l'encyclique Quanta cura de Pie IX et dans la liste des erreurs du modernisme qui lui est annexée, le Syllabus errorum. Il est confirmé par Léon XIII avec  Testem benevolentiæ nostræ (1899), puis par Pie X avec Pascendi Dominici gregis (1907) et Sacrorum antistitum (1910). En raison de cette tradition magistérielle, Dignitatis humanae a été décrite comme la "révolution copernicienne" de l'Église catholique.
Dignitatis humanae entend concrétiser les options fondamentales de la doctrine de la révélation et de l'Église. Avec cette déclaration, l'Église effectue un repositionnement fondamental et une correction de sa doctrine.
Depuis sa promulgation, la vision de la liberté religieuse mise en avant par la déclaration Dignitatis humanae est restée une pierre d'achoppement avec ceux qui considèrent que la liberté religieuse a subi les condamnations successives de plusieurs papes du XIXe siècle et que l'infaillibilité du magistère est engagée par de telles condamnations. La controverse est évoquée par Benoît XVI en 2005, peu après son élection. Reconnaissant que le concile avait fait sien « un principe essentiel de l’État moderne » alors que les condamnations des papes du passé ne laissaient pas entrevoir de possibilité de conciliation, Benoît XVI affirme que c'était là un moyen de retrouver « le patrimoine le plus profond de l’Église ».
En 2011, le philosophe Martin Rhonheimer invite, dans un essai, à un examen soigneux de cette question en se plaçant délibérément dans le cadre de l'« herméneutique de la réforme » promue par Benoît XVI. Il souligne tout d'abord qu'il serait vain de nier, comme certains le tentent, que c'est bien la même doctrine énoncée lors du concile qui avait été condamnée par Pie IX et Grégoire XVI. Pour préciser à quel endroit se situe l'évolution conciliaire, Rhonheimer insiste sur une distinction qui n'apparaissait pas à l'époque de ces papes, entre les notions de liberté religieuse et d'indifférentisme. Selon son analyse, le refus de la liberté religieuse, lié à des contingences historiques particulières, et lié à une vision de l'État dépassée, n'a jamais donné lieu à des formulations dogmatiques. Les relations avec l'État sont un point touchant à la doctrine sociale de l'Église, dans un domaine où elle est appelée par nature à être dépassée et réactualisée en fonction des circonstances, et qui ne saurait engager l'infaillibilité du magistère. A contrario, en proclamant le droit naturel à la liberté de religion et de culte, le concile n'affirme certainement pas que toutes les religions s’équivalent mais il insiste au contraire sur l'obligation de l'évangélisation pour pénétrer d'esprit chrétien les structures de la société. Il retrouve ainsi les grands principes de la doctrine chrétienne, et en déduit simplement des conséquences nouvelles quant aux droits civils.
Le moine et théologien Basile Valuet défend une autre vision, plaçant Dignitatis Humanae en continuité avec le magistère pré-conciliaire. Se basant sur la formulation du Catéchisme de l'Église catholique : « Le droit à la liberté religieuse n’est [A] ni la permission morale d’adhérer à l’erreur, [B] ni un droit supposé à l’erreur, [C] mais un droit naturel de la personne humaine à la liberté civile, c’est-à-dire à l’immunité de contrainte extérieure […] », Valuet estime que la position [A] a toujours été condamnée. Il considère que les condamnations des papes du XIXe siècle portent sur le rejet des thèses [A] et [B]. Ces papes ont d'ailleurs considéré qu'il était possible de tolérer en pratique la situation B (c'est là la fameuse "hypothèse"). L'apport de Vatican II est d'avoir clairement fait le choix de l'option C, alors même que l'État moderne évoluait lui aussi vers des formulations analogues.